# Seven Nautical Miles
Seven Nautical Miles ist eine 2005 gegründete Post-Metal-Band.

## Geschichte
Seven Nautical Miles wurden von dem Schlagzeuger Johan Nordlund und dem Gitarristen Simon Wärja, die zusammen in der Thrash-Metal-Band Machinery of Suffering gespielt hatten, gegründet. Beide trennten sich von Machinery of Suffering, da die gespielte Musik nicht mehr ausreichend emotionalen Ausdruck vermittelte. Mit dem zweiten Gitarristen Mikael Holmberg, dem Bassisten Robert Holmström sowie dem Sänger Dag Falkman schrieb die Band erste Songs, trat gemeinsam auf und veröffentlichte ein Demoband unter dem Bandnamen Oceans Have No Memory.
Falkman verließ kurz darauf die Gruppe. An seine Stelle trat Mathias Öystilä, der zugleich einen Synthesizer in die Gruppe einbrachte. Aus dem Wunsch, einen dritten Gitarristen einzubinden, wurde Henrik Nyström für die Band verpflichtet. In dieser Besetzung änderte die Gruppe ihren Namen in Seven Nautical Miles und schloss einen Vertrag mit dem britischen Label Sound Devastation Records ab, wo das von Magnus Lindberg von Cult of Luna gemasterte Debütalbum Every Ocean Reversed 2008 erschien. Die Gestaltung des Tonträgers übernahm Pierre Johansson von Breach. Das Album wurde kaum international rezipiert und von Rezensenten unterschiedlich aufgenommen. Die Beurteilungen variierten von „schlecht aber bemüht“ bis zu der Einschätzung die Band bewege sich „auf Augenhöhe […] mit den bekannten Größen des Post-Metal und des Post-Rock“. Im Anschluss an die Veröffentlichung beging die Band einige Tourneen und Konzerte überwiegend in Finnland, Norwegen und Schweden. Seit 2012 ruhen alle offiziellen Aktivitäten der Band.

## Stil
Die von Seven Nautical Miles gespielte Musik wird dem Post-Metal zugerechnet. Die Stücke werden als „treibend“ und „episch“ beschrieben. Der Gesang wird von Kritikern unterschiedlich aufgenommen. So wird er als „schlecht praktizierter Screamo-Gesang“ kritisiert oder als „eindringlich“ gelobt. Die Instrumentierung wird vornehmlich dem Post-Rock und Post-Metal nahe gestellt. Weitere Einflüsse seien Doom Metal, Sludge und Ambient.

## Diskografie
- 2008: Every Ocean Reserved (Album, Sound Devastation Records)